# Sow into You
Sow into You è una canzone di Róisín Murphy ed è il secondo singolo tratto dal suo album d'esordio come solista Ruby Blue. Il testo della canzone è stato scritto da lei con Matthew Herbert, che è anche il produttore.

## Video musicale
Il video musicale, diretto dall'artista inglese Simon Henwood, che ha realizzato fra l'altro le copertine dell'album e dei singoli, ci mostra la cantante ballare davanti ad un telo bianco. Grazie all'animazione computerizzata e agli effetti speciali, la cantante assume a volte le sembianze di un insetto o di un fiore.

## Canzoni
1. Sow into You (Radio Edit) – 3:30
2. Sow into You (Bugs in the Attic Remix) – 5:58
3. Sow into You (Bugs in the Attic Dubstrumental) – 5:12
4. Love in the Making – 5:04